# Parafia św. Józefa w Rogóżnie
Parafia św. Józefa w Rogóżnie – parafia rzymskokatolicka, znajdująca się w archidiecezji przemyskiej, w dekanacie Łańcut I. 

## Historia
W 1976 roku w Rogóźnie z inicjatywy ks. Jana Rybaka zaadaptowano prywatny dom na kaplicę. W 1982 roku rozpoczęto budowę kościoła według projektu mgr. inż. Andrzeja Pawłowskiego i konstruktora mgr. inż. Antoniego Skupienia. 
3 lipca 1985 roku została erygowana parafia z wydzielonego terytorium parafii w Kosinie. 21 września 1986 roku bp Ignacy Tokarczuk dokonał poświęcenia i konsekracji kościoła pw. św. Józefa. 
W kościele są pochodzące z pobliskiej Kosiny obrazy – stacje Drogi Krzyżowej z XVII i XVIII wieku oraz XVIII wieczny obraz Matki Bożej z Dzieciątkiem który wcześniej znajdował się w przydrożnej kapliczce.
Na terenie parafii jest 1 165 wiernych.
Proboszczowie parafii:
1985–2016. ks. kan. Zbigniew Malec.
2016– nadal ks. Jacek Szular.